# 北海道道422号川汤停车场线
北海道道422号川汤停车场线（日语：北海道道422号川湯停車場線）是一条位于北海道川上郡弟子屈町的普通道级道路（北海道道）。

## 道路概况
- 起点：北海道川上郡弟子屈町川湯站前1丁目（JR北海道 川汤温泉站）
- 終点：北海道川上郡弟子屈町川湯站前3丁目（国道391号交点）
- 总距离：0.2千米

## 经过的自治体
- 钏路综合振兴局
  - 川上郡弟子屈町

## 主要连接道路
- 国道391号（终点）

## 历史
- 1961年（昭和36年）3月31日 - 路線勘定（北海道告示第616号）
  - 最初勘定时的站名为「川湯駅」。1988年（昭和63年）3月13日变更为现在的站名。